# 프레이둔 말콤
프레이둔 말콤(영어: Freydoun Malkom)(1875년 런던 출생)은 이란의 펜싱 선수이다. 그는 1900년 하계 올림픽 에페 개인전에 참가했다.